# Самодурівка (Воронезька область)
Самодурівка (рос. Самодуровка) — село у Поворинському районі Воронезької області Російської Федерації.
Населення становить 666 осіб (2010). Входить до складу муніципального утворення Самодуровське сільське поселення.

## Історія
Населений пункт розташований на межі українських історичних регіонів Східна Слобожанщина та Жовтий Клин.
Від 1946 року належить до Поворинського району.
Згідно із законом від 15 жовтня 2004 року входить до складу муніципального утворення Самодуровське сільське поселення.

## Населення
| 2010 |
| ---- |
| 666  |